# François Gonnessiat

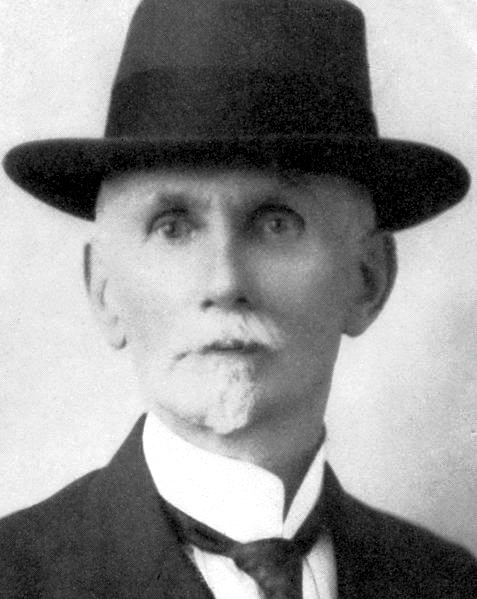
François Gonnessiat

François Gonnessiat (* 22. Mai 1856 in Nurieux-Volognat; † 18. Oktober 1934) war ein französischer Astronom.
Gonnessiat arbeitete zunächst an der Sternwarte in Lyon. 1901 wurde er Direktor des
Quito-Observatoriums im südamerikanischen Ecuador, wo er geodätische Untersuchungen durchführte. Einige Jahre später übernahm er die Leitung des Algier-Observatoriums, dem er von 1908 bis 1931 als Direktor vorstand. 1916 wurde er korrespondierendes Mitglied der Académie des sciences.
Gonnessiat erforschte und beobachtete in erster Linie Kometen. Während der Zeit in Algier gelang ihm jedoch auch die Entdeckung zweier Asteroiden. In Anerkennung seiner Arbeit wurde nach ihm der Asteroid (1177) Gonnessia benannt.